# Лайман Портер
Лайман В. Портер (англ. Lyman W. Porter; 1930, м. Лафаєт, Індіана, США — 2 липня 2015, м. Ньюпорт-Біч, Оріндж, Каліфорнія, США) — американський психолог, співавтор і розробник концепції трудової мотивації (модель Портера-Лоулера), яку він розробив разом із Едвардом Лоулером.

## Біографія
Лайман Вільям Портер народився в 1930 році в Лафайєтті, штат Індіана. Він був наймолодшим із трьох синів, народжених Чарльзом Лайманом Портером, професором біології в Університеті Пердью, та його дружиною Мері Аллен. Доктор Портер написав у своїй особистій історії, що він був «продуктом середнього класу, виховання на Середньому Заході», і продовжив говорити, що «мої коріння та формування основного характеру були закладені в мої перші 18 років, коли я виріс у студентському містечку в Індіані».
Л. Портер навчався в Північно-Західному університеті, який закінчив у 1952 році. Пізніше він продовжив навчання в Єльському університеті, де здобув ступінь доктора філософії. Того ж року він приєднався до факультету Каліфорнійського університету в Берклі, де виріс до повного професора промислової психології.
У 1958 році він одружився з Мередіт Енн.
Лайман і Мередіт переїхали до Ньюпорт-Біч, штат Каліфорнія, у 1967 році, де розпочалася нова сторінка у їхньому житті, коли його призначили помічником декана тодішньої Вищої школи адміністрації Каліфорнійського університету в Ірвайні. Як помічник декана він зіграв важливу роль у започаткуванні програми Ph.D. в «Управлінні загальних служб» (англ. General Services Administration). З 1972 по 1983 роки він вельми успішно працював деканом цієї ж школи. Його перебування на посаді ознаменувалося створенням міцних зв'язків між школою та бізнес-спільнотою, насамперед через успішну програму корпоративних партнерів і розвиток програми MBA (англ. Master of Business Administration). Довгий час після того, як став почесним професором у 1992 році, він продовжував викладати, досліджувати та обслуговувати свій кампус. Цього ж року на його честь було названо кімнату колоквіумів доктора Лаймана В. Портера в будівлі Школи бізнесу Пола Мериджа.

## Кар'єра
Лайман Вільям Портер був видатним і впливовим вченим у своїй галузі організаційно-поведінкової психології. Він був одним із засновників вивчення організаційної поведінки (модель Портера-Лоулера). Його тексти вважаються класикою в цій галузі. Він навчав і наставляв покоління академічних і промислових лідерів і відіграв важливу роль у забезпеченні того, щоб організаційна поведінка стала важливим компонентом сучасної бізнес-освіти.
Окрім керівництва створення програми MBA у Вищій школі менеджменту UCI, він отримав акредитацію в «Асоціації з розвитку університетських бізнес-шкіл» (англ. Association to Advance Collegiate Schools of Business), що є складним завданням для такої маленької нової школи. Він був першим, хто побудував вищезазначені міцні зв'язки з громадою та невтомно працював, щоб забезпечити прийом найвидатніших студентів і найняти найперспективніших викладачів, створивши провідну світову академічну репутацію школи, яка зберігається й сьогодні.
Після офіційного виходу на пенсію він обіймав посаду заступника виконавчого віце-канцлера з академічних питань у комітетах Національної академії наук і керував реформуванням та інтернаціоналізацією навчальних програм бізнес-шкіл для AACSB. Він також керував численними науковими асоціаціями, серед яких найбільш заслуговують на увагу: Академія управління та Товариство промислової та організаційної психології.
Основні дослідження стосуються соціальної психології, зв'язків з громадськістю, політики, управління владою та враженнями. Його дослідження в галузі соціальної психології є міждисциплінарним за своєю природою, спираючись на багатонаціональну корпорацію, супервайзера та політику на робочому місці. Концепції його дослідження зв'язків з громадськістю переплітаються з питаннями предмета та державного управління.
Його вивчення політики часто пов'язане із суміжними темами, такими як політична економія. У його дослідженнях енергетика переплітається з електротехнікою, технікою надійності та ефективним менеджментом.
Портер був президентом Товариства промислової та організаційної психології з 1975 по 1976 рік. Разом з Марком Розенцвейгом він був співредактором Annual Review of Psychology з 1974 по 1994 рік.
Він був одним із першочергових засновників вивчення організаційної поведінки й зіграв важливу роль у тому, щоб організаційна поведінка стала важливим компонентом сучасної бізнес-освіти

## Премії, досягнення та нагороди
- Премія Кетелла (Американська психологічна асоціація, 1969)
- Премія за науковий внесок (Академія менеджменту, 1983)
- Премія видатного факультету наукових досліджень (Університет Каліфорнії, Ірвайн, 1989)
- Нагорода за видатний науковий внесок у галузі промислової та організаційної психології (Американська психологічна асоціація, 1989)
- Нагорода за заслуги випускників (Північно-Західний університет, 1994)
- Ступінь почесного доктора права (Університет Де Пола)